# Pampigny
Pampigny is een plaats en voormalige gemeente in het Zwitserse kanton Vaud en maakt sinds 1 januari 2008 deel uit van het district Morges.
Pampigny telt 868 inwoners.

## Geschiedenis
Voor 1 januari 2008 maakte de gemeente deel uit van het per die datum opgeheven district Cossonay.
Op 1 juli 2011 fuseerde Pampigny met de gemeenten Apples, Bussy-Chardonney, Cottens, Reverolle en Sévery tot de gemeente Hautemorges.